# Rodrigo Sepúlveda

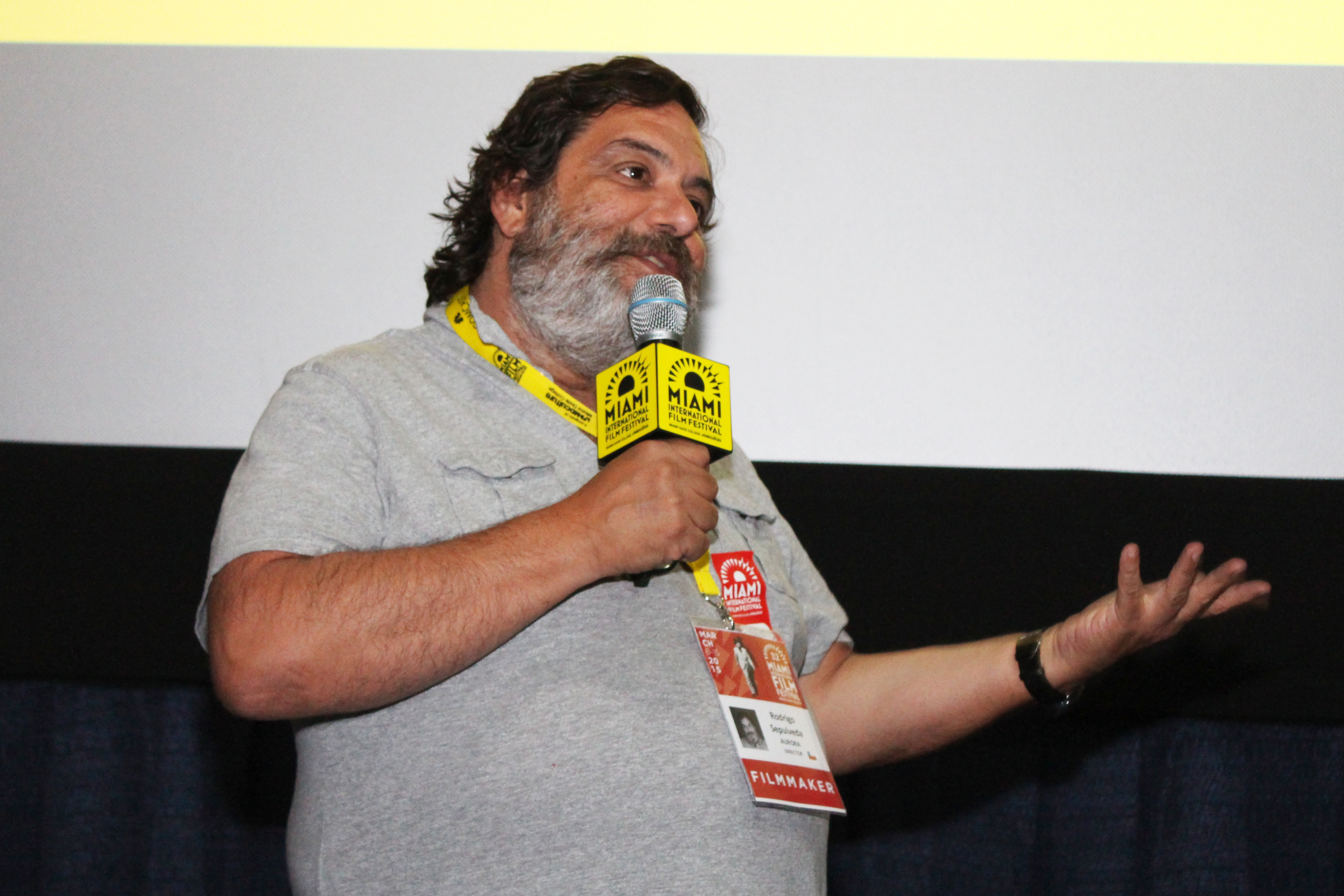
Rodrigo Sepúlveda

Rodrigo Sepúlveda (* 1959) ist ein chilenischer Regisseur. Er hat seit den 1990er Jahren neben einigen Kurzfilmen und Fernsehserien auch zwei Spielfilme realisiert.
Sepúlveda wollte eigentlich Literatur an der Universidad de Chile studieren, entschied sich aber für eine Karriere als Filmschaffender und begann, bei Filmocentro zu arbeiten. Später wurde er Assistent des Regisseurs Ricardo Larraín und inszenierte Theaterstücke, bis er schließlich ab den 1990er Jahren die Regie für mehrere Fernsehserien übernehmen konnte, darunter Jaguar Yu (1992) und Vigías del sur (2000–2002).
Sein erster Spielfilm Un ladrón y su mujer erschien 2001. Der folgende, Padre Nuestro (2005), erzählt von einem draufgängerischen Mann, der, als er sterbenskrank wird, seine gesamte Familie, von der er sich zuvor immer weiter entfernt hat, wiedervereinen will. Der Film war 2008 für den Goya als „bester ausländischer Film in spanischer Sprache“ nominiert und war die chilenische Einsendung für eine Nominierung als „bester fremdsprachiger Film“ bei der Oscarverleihung 2008.